# Цізеті
Цізеті (груз. ციზეთი) — село в Грузії.
За даними перепису населення 2014 року в селі проживає 259 осіб.